# یواس‌اس دوپیج (ای‌پی‌ای-۴۱)
یواس‌اس دوپیج (ای‌پی‌ای-۴۱) (به انگلیسی: USS DuPage (APA-41)) یک کشتی بود که طول آن ۴۹۱ فوت ۸ اینچ (۱۴۹٫۸۶ متر) بود. این کشتی در سال ۱۹۴۲ ساخته شد.